# Carl Holdt
Carl Holdt (Frauenfeld, 9 ottobre 1994) è un giocatore di football americano svizzero che gioca nel ruolo di runningback per gli Helvetic Mercenaries.

## Palmarès
- 2 Lega B (Luzern Lions, 2014, 2017)